# Francis Capra

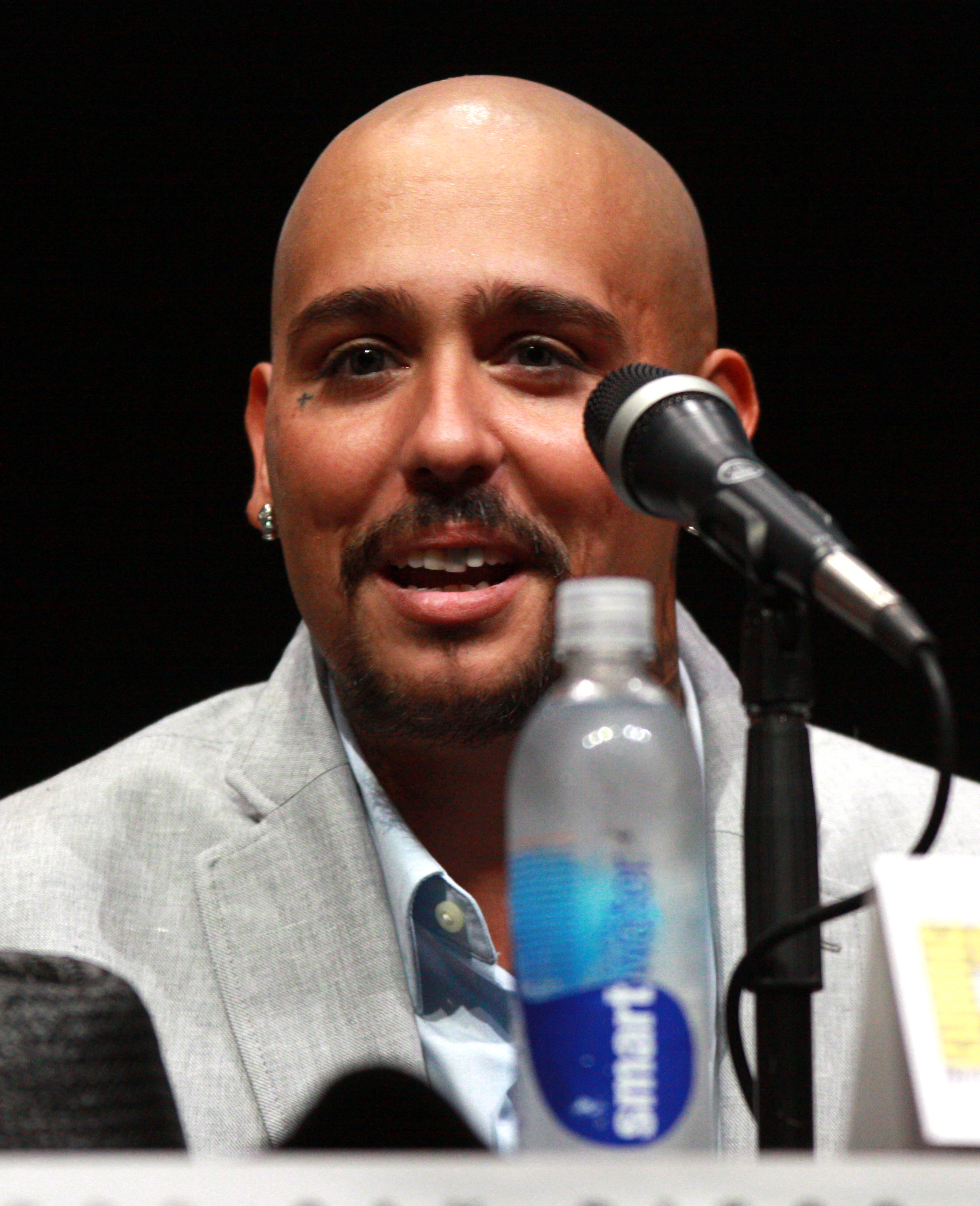
Capra 2013

Francis Capra, född 22 april 1983 i Bronx, New York City, New York, är en amerikansk skådespelare. Capra är mest känd för sin roll som Eli "Weevil" Navarro i TV-serien Veronica Mars, samt sin medverkan i Heroes.